# Rio Una (São Paulo)
O rio Una é um rio do estado de São Paulo, no Brasil. Pertence à bacia hidrográfica do rio Tietê.

## Percurso
O rio Una nasce entre os municípios de Ibiúna e Juquitiba, na localização geográfica latitude 23º48'12" sul e longitude 47º06'34" oeste. Da nascente, segue na direção noroeste (320º), atravessando a cidade de Ibiúna (o rio originou o antigo nome da cidade, "Nossa Senhora das Dores do Una") e logo depois formando a Usina Hidrelétrica de Itupararanga, cuja barragem é bem próxima de Votorantim. Atravessa Votorantim e Sorocaba e deságua no rio Sorocaba bem próximo ao "triângulo" formado pelas rodovias: SP-79, SP-97 e SP-280 na localização geográfica, latitude 23º24'45" sul e longitude 47º27'41" oeste. Tem um total de mais ou menos 75 quilômetros de extensão.

## Afluentes
- Margem sul:
  - Não consta
- Margem norte:
  - Não consta

## Topônimo
Segundo o tupinólogo Eduardo Navarro, o topônimo "Una" procede do tupi antigo una, que significa "preto, escuro".